# Filléres Klasszikus Regények
A Filléres Klasszikus Regények a két világháború közötti időben megjelent magyar szépirodalmi könyvsorozatok egyike.

## Leírás
A sorozat egyike volt a Horthy-korszak egyszerűbb kiadású regénysorozatainak. Kiadója Az Est Lapkiadó és a Pesti Napló, szerkesztője Laczkó Géza volt. Az egyes kötetek 1933 és 1935 között, havi rendszerességgel Budapesten jelentek meg, egyszerű zöld vászonkötésben könnyű papírra nyomva. A gerincen felül arany betűvel a sorozatnév, alul a szerző és a műcím volt olvasható. Kizárólag utóbbi került a borítóra szintén arany színnel. A kötetek értékét növelték az elejükön lévő, több oldalas, irodalomtörténeti bevezető tanulmányok, amelyeket a szerkesztő írt.
A kötetek ára előfizetéssel 12 kötetre 48 pengő (azaz 4 pengő / kötet) volt. Az Est és a Pesti Napló előfizetői négy újságszelvény beszolgáltatása mellett 90 fillérért kaphattak meg.

## Részei
- Honoré de Balzac: A szamárbőr, 1934
- Edward George Bulwer-Lytton: Pompeji utolsó napjai, 1935
- Charles Dickens: A Twist-gyerek kalandjai, 1934
- Fjodor Mihajlovics Dosztojevszkij: Bűn és bűnhődés, 193?
- Ifj. Alexandre Dumas: A kaméliás hölgy, 1934
- Gustave Flaubert: Madame Bovary. Vidéki erkölcsök, 1935
- Anatole France: Vörös liliom, 1935
- Johann Wolfgang von Goethe: Werther szerelme és halála, 1935
- Nathaniel Hawthorne: A skarlát betű, 1935
- Victor Hugo: A párizsi Notre-Dame (1-2.), 1935
- Jósika Miklós: A csehek Magyarországban (1-2.), 1935
- Kemény Zsigmond: A rajongók (1-2.), 1934
- Prosper Mérimée: Carmen. Colomba., 1935
- Edgar Allan Poe: Túl életen és halálon, 1934
- Antoine François Prévost: Manon Lescaut és Des Grieux lovag története, 193?
- Jonathan Swift: Gulliver utazásai a világ több távoli országába, 1935
- William Makepeace Thackeray: Hiuság vására, 1932
- Ivan Szergejevics Turgenyev: Apák és fiúk, 1935
- Vas Gereben: A nemzet napszámosai, 1933